# Polisportiva Trani 1991-1992
Questa voce raccoglie le informazioni riguardanti  la Polisportiva Trani nelle competizioni ufficiali della stagione 1991-1992.

## Rosa
| N. |                   | Ruolo | Calciatore               |
| -- | ----------------- | ----- | ------------------------ |
|    | Italia (bandiera) | P     | Michele Albergo          |
|    | Italia (bandiera) | D     | Fabrizio Battaglia       |
|    | Italia (bandiera) | D     | Flavio Borsani           |
|    | Italia (bandiera) | D     | Vincenzo Bovio           |
|    | Italia (bandiera) | D     | Giuseppe Brescia         |
|    | Italia (bandiera) |       | Carmelino                |
|    | Italia (bandiera) | C     | Pasquale Catalano        |
|    | Italia (bandiera) | D     | Marcello Chiricallo (II) |
|    | Italia (bandiera) | D     | Mario Cirigliano         |
|    | Italia (bandiera) | C     | Michele Colasanto        |
|    | Italia (bandiera) | C     | Osvaldo Dalla Bona       |

| N. |                   | Ruolo | Calciatore             |  |
| -- | ----------------- | ----- | ---------------------- |  |
|    | Italia (bandiera) | A     | Ignazio Damato         |  |
|    | Italia (bandiera) | A     | Antonio Di Matteo      |  |
|    | Italia (bandiera) | C     | Antonio Fiotta         |  |
|    | Italia (bandiera) | D     | Ernesto Gallo          |  |
|    | Italia (bandiera) | C     | Massimo Gerundini      |  |
|    | Italia (bandiera) | A     | Francesco Micciola     |  |
|    | Italia (bandiera) | C     | Paolo Ottavi           |  |
|    | Italia (bandiera) | P     | Mauro Pasquale         |  |
|    | Italia (bandiera) | D     | Gianfedele Scaldaferri |  |
|    | Italia (bandiera) | C     | Donato Terrevoli       |  |